# Boulogne-Billancourt
Boulogne-Billancourt (före 1926 Boulogne-sur-Seine) är en kommun i departementet Hauts-de-Seine i regionen Île-de-France i norra Frankrike, med gräns mot Paris i öster. Kommunen är chef-lieu över tre kantoner som tillhör arrondissementet Boulogne-Billancourt. År 2022 hade Boulogne-Billancourt 120 205 invånare.
I Boulogne-Billancourt startade Renault sin verksamhet och koncernen har sitt huvudkontor här.

## Befolkningsutveckling
Antalet invånare i kommunen Boulogne-Billancourt
| Referens: INSEE |

## Utbildning
- École supérieure des sciences commerciales d'Angers